# SloMo (canção de Chanel)
"SloMo" (em português: Câmera Lenta) é a canção que representou a Espanha no Festival Eurovisão da Canção 2022 que teve lugar em Turim. A canção foi selecionada através do Benidorm Fest 2022, que teve lugar a 29 de janeiro de 2022. A canção terminou em 3º lugar com 459 pontos, a melhor classificação de Espanha desde Festival Eurovisão da Canção 1995.